# Arnold Moonen

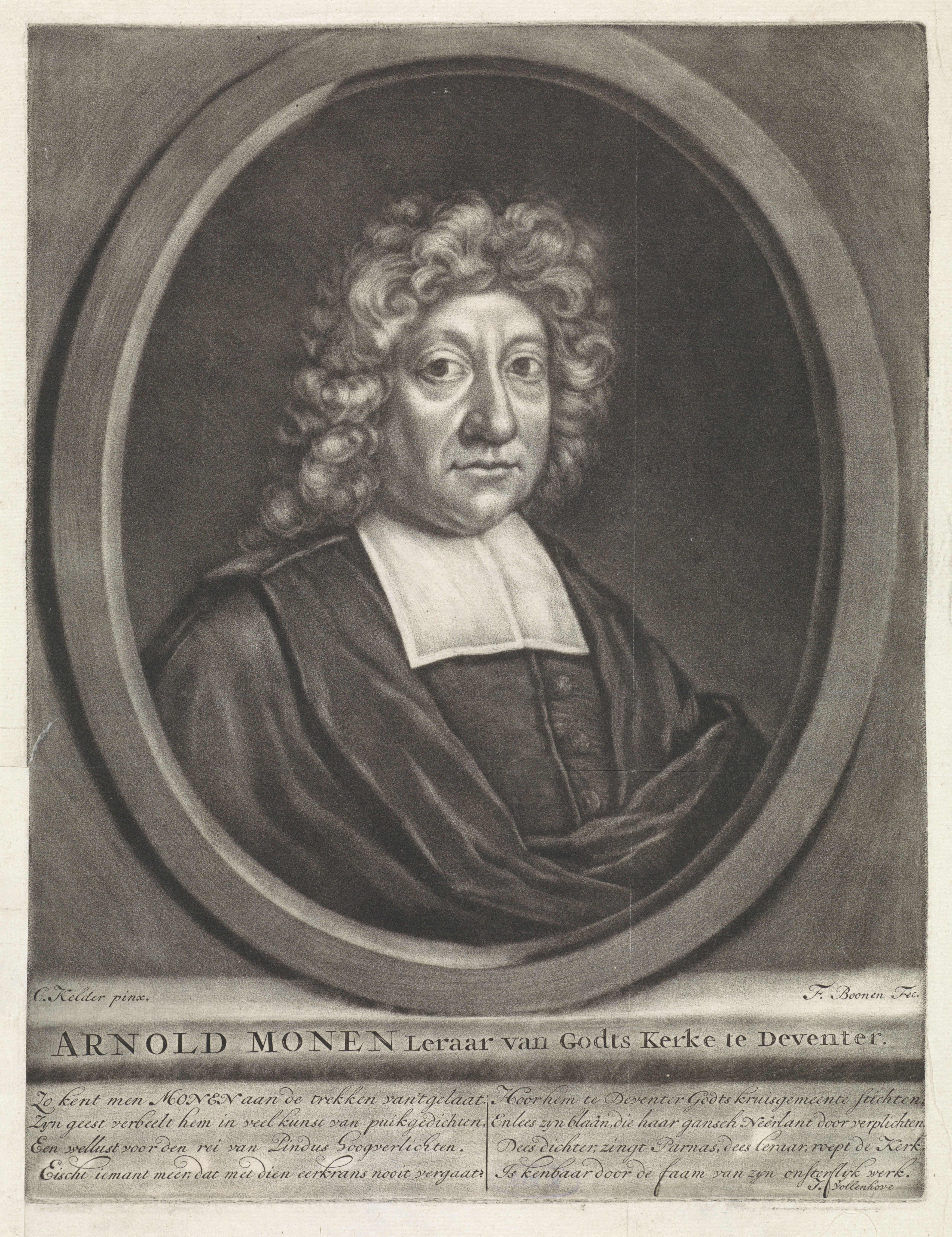
Arnold Moonen (1644-1711)

Arnold Moonen werd op 22 juli 1644 in Zwolle geboren. Volgens de toen nog geldende Juliaanse kalender was dat 12 juli. Deze oudste zoon van Isaak Moonen (1600-1685) en Anneken Arends had twee broers: Abraham (1646-?) en Isaak (1648-?) en twee zussen: Eeletien (1639-?) en Lubbetien (1651-?). Vader Isaak woonde in 1676 als burgerluitenant in de Roggestraat in Zwolle.

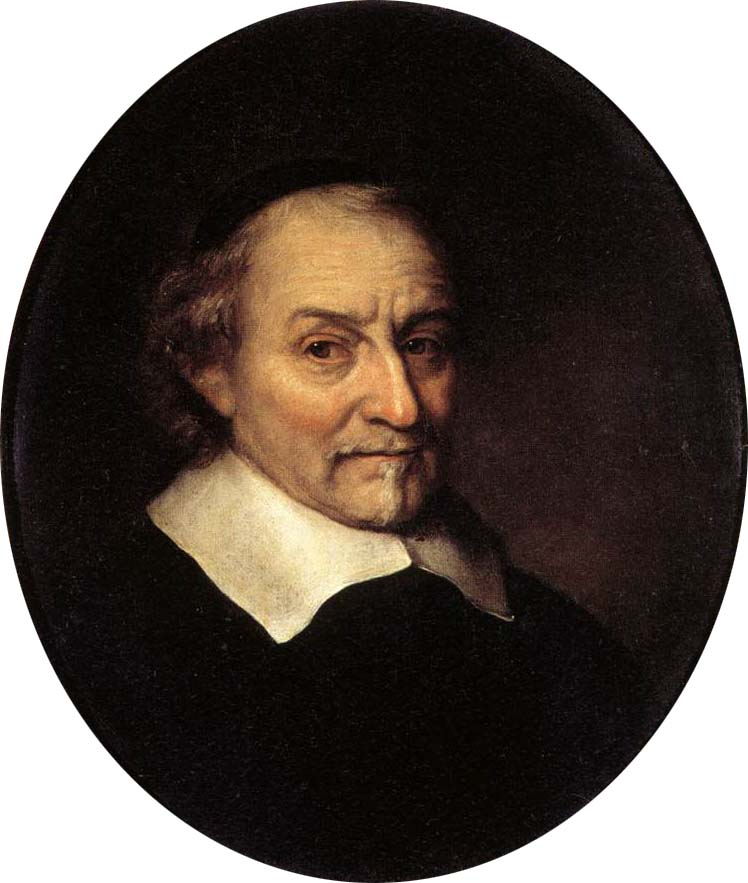
J. van den Vondel (1587-1679)

Arnold Moonen gaat in zijn geboortestad naar de Latijnse school van rector Johannes Kok, die later hoogleraar in Leiden wordt. Vervolgens gaat Arnold studeren en uiteindelijk sluit hij zijn theologische studie af in Groningen in 1668. Arnold Moonen verblijft vervolgens een tijd in Holland, waar hij contacten legt met o.a. G. Brandt en J. van den Vondel. Een jaar lang is hij huisleraar in Den Haag bij griffier Fagel. In 1671 bezoekt hij meer dan eens de stokoude dichter Vondel, die in Moonens Album Amicorum de spreuk Dulces ante omnia Musae dateert met 1671. Over de Herderszang die Moonen had geschreven ter gelegenheid van de bruiloft van Vollenhove oordeelt Vondel “dat die rustigh was” en “staen moght tegen de Ouden”. Deze mededeling komt van Moonen zelf en keert terug in Brandts biografie van Vondel. Uiteindelijk keert Arnold Moonen terug naar Overijssel: hij doet zijn intrede als predikant in Hardenberg op 23 september 1674. In Deventer, lange tijd de woonplaats van Moonen, is een straat naar hem vernoemd. Over deze stad beschreef hij de geschiedenis in Korte chronyke der stadt Deventer.

## Huwelijk en kinderen
In september 1676 trouwt Arnold Moonen met Catharina Adelheid Osicius (1654-1740), dochter van Wenceslaus Osicius, conrector in Steinfurt, afkomstig uit Bohemen. Zij krijgen vijf dochters, van wie er een heel vroeg sterft. Dochter Catharina Adelheid werd in 1677 in Hardenberg geboren en trouwt in 1702 met Gerhard Francken (? - 1722), de geneesheer van de graaf van Bentheim-Steinfurt. Hij geeft in 1716 de Latijnse gedichten van zijn schoonvader Moonen uit: Poemata Latina. Hun zoontje Aernoutje overlijdt op jonge leeftijd. Liberta Moonen werd op 1 september 1686 in Deventer gedoopt en huwt op 24 september 1712 in Zutphen met apotheker Dirk Francken.
Margarete Elisabeth Moonen werd in 1682 te Deventer geboren en overlijdt in 1741. Van de laatste twee dochters zijn alleen de naam en de doopdatum bekend: Geertruit Moonen wordt op 9 december 1679 gedoopt; Anna Geertruit Moonen op 10 september 1689.

## Loopbaan
Zijn eerste functie als predikant in Hardenberg heeft Arnold Moonen niet als erg positief ervaren. Gelukkig werd hij in 1679 naar Deventer beroepen, waar hij zijn intrede als predikant doet op 16 februari van dat jaar. Hij is de rest van zijn leven werkzaam als predikant in Deventer gebleven. Naast zijn werkzaamheden als predikant hield Moonen zich bezig met taalstudie, poëzie en geschiedenis. Zijn correspondentie is voor een belangrijk deel bewaard gebleven in de afschriften van zijn brieven Epistolae ad varios amicos scriptae. Zijn taalstudie is boven al beroemd geworden door zijn Nederduitsche Spraekkunst die in 1706 uiteindelijk verschijnt. Ook heeft hij zich als filoloog bezig gehouden met de lexicografie, namelijk als corrector van het Woordenboek der Nederduitsche en Fransche Taalen van F. Halma in 1710. Als classicus liet Moonen zijn sporen na in zijn inleiding op de Latina Grammatica van G.J. Vossius in 1700. En zijn werkzaamheden voor uitgever Leers hebben Moonen en zijn vrouw “een nootbomenkabinet met een stelsel van porselijn” rond 1702 opgeleverd.

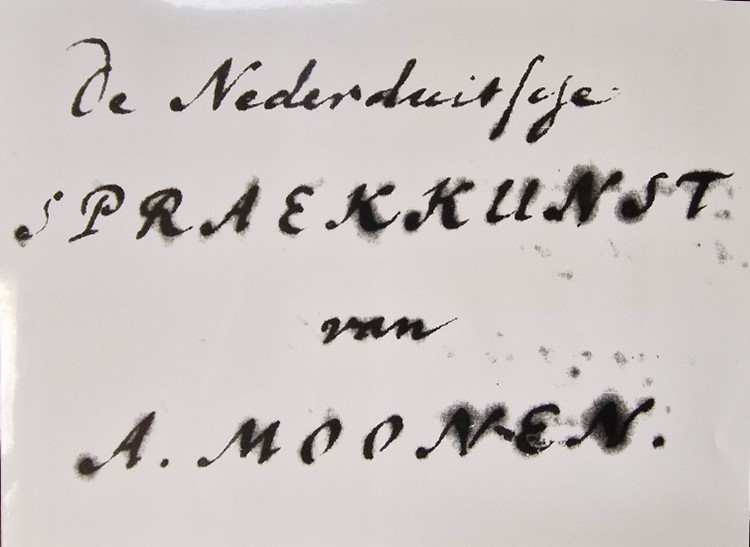
Titelblad met handschrift dat aan zijn spraakkunst te grondslag ligt.

Tijdens zijn leven verschijnen er pamfletten van Moonens hand die diverse controversen behandelen, onder andere over de in het Latijn geschreven Schetse der Nederduitsche Spraekkunst uit 1708, en over de onenigheden tussen hem en de familie Brandt. Als historicus maakte Arnold Moonen naam met zijn Korte Chronyke der Stadt Deventer 1687 en de Naemketen der Predikanten 1709. Er zijn diverse handschriften met historische inslag van Arnold Moonen bewaard gebleven. Het meest indrukwekkend zijn Overysselsche Geschiedenissen. Als dichter en predikant is zijn productie aanmerkelijk groter. De poëtische productie start in 1663 met Kerstzangh. Moonens dichterlijke publicaties zijn het talrijkst. Zijn gedichten werden in 1700 verzameld in de indrukwekkende Poëzy die bij de verschijning in 1700 melding maakt van de komst van de Nederduitsche Spraekkunst.
Tal van die verzamelde gedichten waren in de voorafgaande jaren als gelegenheidspamfletten al afzonderlijk uitgegeven. Ze zullen de dichter-predikant geen windeieren hebben gelegd. Het betreft dan met name condoleances en gelukwensen bij huwelijk en geboorte. Daarnaast publiceert Moonen ook religieus getinte dichtwerken die afzonderlijk zijn gepubliceerd. Na Moonens dood verschijnen zijn Latijnse gedichten in 1716 en een Vervolg der Poëzye in 1720. Zijn theologische publicaties betreffen bijna uitsluitend prekenbundels, de meeste in het Nederlands. Enkele van die bundels kennen Duitse vertalingen en er is een klein aantal in het Latijn geschreven preken dan wel oratio’s. Zelf zag Arnold Moonen zijn werk als predikant als een “lastige bedieninge”. Op 11 januari 1711 houdt hij zijn 2548ste preek hoewel hij al ernstig ziek is. In april van dat jaar krijgt hij eervol ontslag van de magistraat met een pensioen van 900,--. Er zijn in de negentiende eeuw suggesties gedaan dat Moonen zijn laatste jaren “in een’ staat van kindschheid heeft doorgebragt, zittende in een kinderstoel”. De ontkrachting van de suggestie dat Moonen “tot eenen staat van kindschheid vervallen is” wordt gestaafd met verwijzingen naar twee gedichten in Moonens Vervolg der Poëzy uit 1720: gedateerd op 26 maart en 19 mei 1711.
17 december 1711 is de sterfdag van Arnold Moonen. Hij is begraven in de Grote Kerk van Deventer. Te zijner gedachtenis is een kleine steen geplaatst, die nog steeds aanwezig is met enkel de naam Moonen.

## Grammatica
De Nederduitsche Spraekkunst uit 1706 is de eerste Nederlandse grammatica uit de achttiende eeuw. Moonen werkte er reeds in 1698 aan; naar zijn werk werd door menig wetenschapper en taalliefhebber met spanning uitgezien. Dat is niet zo vreemd: het was sinds 1653 niet meer voorgekomen dat er een grammatica in het Nederlands was verschenen. De drukke werkzaamheden van Moonen als dominee in Deventer maakten dat de publicatie zo lang op zich liet wachten. Het resultaat bleek een groot succes: pas na 99 jaar, in 1805, wordt de dominante positie van Moonens Nederduitsche Spraekkunst ingenomen door een nieuw werk: de grammatica van Peter Weiland, een boek dat door de Bataafse republiek werd voorgeschreven voor officieel taalgebruik. In die 99 jaar is het werk van Moonen nog in vier nieuwe uitgaven aan het publiek te koop aangeboden. Daarnaast hebben verschillende latere grammaticaschrijvers gretig gebruik gemaakt van het door Moonen opgestelde grammaticale concept.
Moonen blijkt een groot vakman. Hij overziet de Nederlandse vakliteratuur en wist dat van hem werd verwacht heikele kwesties goed onderbouwd op te lossen. Deskundig geeft hij de lezer zijn regels en de onderliggende argumentatie. Ook in minder praktische zaken, bijvoorbeeld de zelfstandige positie van de grammaticawetenschap, is zijn keuze trefzeker en met kennis van zaken. Sinds 1706 is grammatica geen middeleeuws onderdeel van het Trivium, de eerste drie van de zeven vrije kunsten, maar een zelfstandige wetenschappelijke discipline. In later tijd weten taalkundigen soms meer en hebben zij vaak andere uitgangspunten, waardoor het belang van Moonens spraakkunst aan glans lijkt te moeten verliezen. Historisch gezien is het boek een bijdrage aan de totstandkoming van wat later het Standaard Nederlands genoemd wordt, die moeilijk onderschat kan worden.

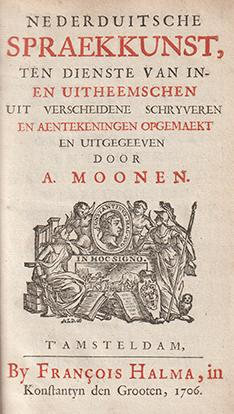
Taalkunde als zelfstandige wetenschap.

Moonens vakmanschap springt in het oog waar het zijn hoofdstukken over de spelling betreft. Door heel de zeventiende eeuw heen is er een grote behoefte aan een algemene Nederlandse taal voor mondeling en schriftelijk gebruik. De Nederlandse Statenbijbel (1637), 60 jaar lang dramatisch werk van Vondel, het plechtige (proza)werk van Hooft: drie voorbeelden van hoe auteurs actief bijdroegen aan die wens een gemeenschappelijke taal te ontwikkelen die het niveau van dialect of regiolect ontsteeg. Een theoretische onderbouw van die ontluikende standaardtaal verschijnt pas in 1706. Maar dat werk beantwoordt dan ook aan veel van de hoge verwachtingen.

### Spelling
De spelling is het gemakkelijkst herkenbaar onderdeel van het concrete schriftelijke taalgebruik. Ondanks pogingen van schrijvers van naam bleek het tot Moonens publicatie niet mogelijk in de praktijk een goed doortimmerd spellingssysteem voor algemeen gebruik op te stellen. Daarvoor moest een taalkundige regulerend optreden. Moonen overziet de publicaties die over taalkundige problemen waren verschenen en neemt een groot aantal beslissingen. Sommige werken tot op de dag van vandaag door.
Na 1706 verdwijnt in rap tempo de spellingtraditie huiz – huizen, grav – graven omdat Moonen met zijn afkeer van het gelijkvormigheidsprincipe dat achter die spellingopvatting zit, deze traditie afwijst. Moonen heeft in 1706 laten zien dat hij wél oog heeft voor verschillende andere basisgedachten die aan een spelling ten grondslag kunnen liggen. Het is zijn praktische inslag om het oirspronkelykheitprincipe, het fonetisch principe, het Vondelprincipe en homonymievrees met wisselende kracht op de spellingideeën toe te passen.
Het oirspronkelyke woort (lexeem) moet volgens die opvatting in alle afgeleide vormen herkenbaar zijn (worden grondwoord: word) en als er vervolgens extra geluid wordt waargenomen, vereist het fonetisch principe (schrijf wat je hoort) die toevoeging: hij wordt. Dat fonetisch principe geeft Moonen tevens de mogelijkheid om letters die in de uitspraak “geene hulp toebrengen, als overtolltigh” uit de spelling te weren. Vandaar de schrijfwijze ik en niet ick.
Vondel had zich in 1654 kort in een spellingsdiscussie gemengd en naar hem is het voorschrift genoemd dat de spelling van de verlengde vocaal in open syllaben regelt. P.C. Hooft bijvoorbeeld praktiseerde de spelling vaader, vreede, kooning. Moonen weet in 1706 de opvattingen van Vondel in een theoretisch kader te plaatsen en sindsdien is de schrijfwijze vader, vrede, koning probleemloos naast vee, wee, zee, twee in plaats van ve, we, ze, twe. Ook in andere gevallen zijn Moonens opvattingen tot op de dag van vandaag de gebruikelijke. De predikant uit Deventer rekent af met schrijfwijzen als vriint voor vrient en dri voor drie: “te hart en oneigen, en zweemende naer het krysschende geschreu der zwaluwen”. Een weergave van de verlenging van de vocaal als in kloester voor klooster, hair voor haar, voir voor voor keurt Moonen af en snel na het verschijnen van zijn Nederduitsche Spraekkunst verdwijnt die schrijfwijze uit de schrijftaal.
Maar niet alle keuzes van Moonen blijken even gelukkig. Het meest opvallend is zijn keuze voor de schrijfwijze van de verlenging van de a als in man – maen. Hier geldt het grote gezag van Vondel die “oordeelde, dat in dit slagh van woorden ook van de E wierd gehoort”. Moonen hoort dus verkleuring optreden bij de lange vocaal. Het is een uitspraak die door Vondel als deftig werd ervaren en die ook elders als ‘chique’ bekend stond. Dit in tegenstelling tot de heldere aa, die volgens Moonen alleen gesproken wordt door de “Stichtenaers en Groningers” die een uitspraak hebben, die “den mont te wyt opspert, en om haere volheit te zwaer en onaengenaem klinkt”. Louis Couperus zal debuteren in 1884 met Een Lent van Vaerzen. Dit voorschrift van Moonen is nu voltooid verleden tijd. Het heeft echter een kleine 200 jaar weerklank gevonden.
Ook de voorschriften rond het weglaten van de letter w na twee of drie klinkers heeft de 21e eeuw niet gehaald. Het gaat dan om Moonens schrijfwijze van woorden als eeu – eeuwen, vrou - vrouwen, kieu – kieuwen, waar de letter w “welluidendheits halve” pas in het meervoud wordt toegevoegd. Het is een regel die een tijd lang gepraktiseerd werd maar uiteindelijk een stille dood sterft. Moonens zelf bedachte regels voor het schrijven van –gh zijn ronduit kolder. Zelfs in zijn eigen spraakkunst worden de substantieven niet met –gh geschreven. Zo ergens, dan is het latere verwijt van regelzucht hier op zijn plaats.

### Woordsoortenleer

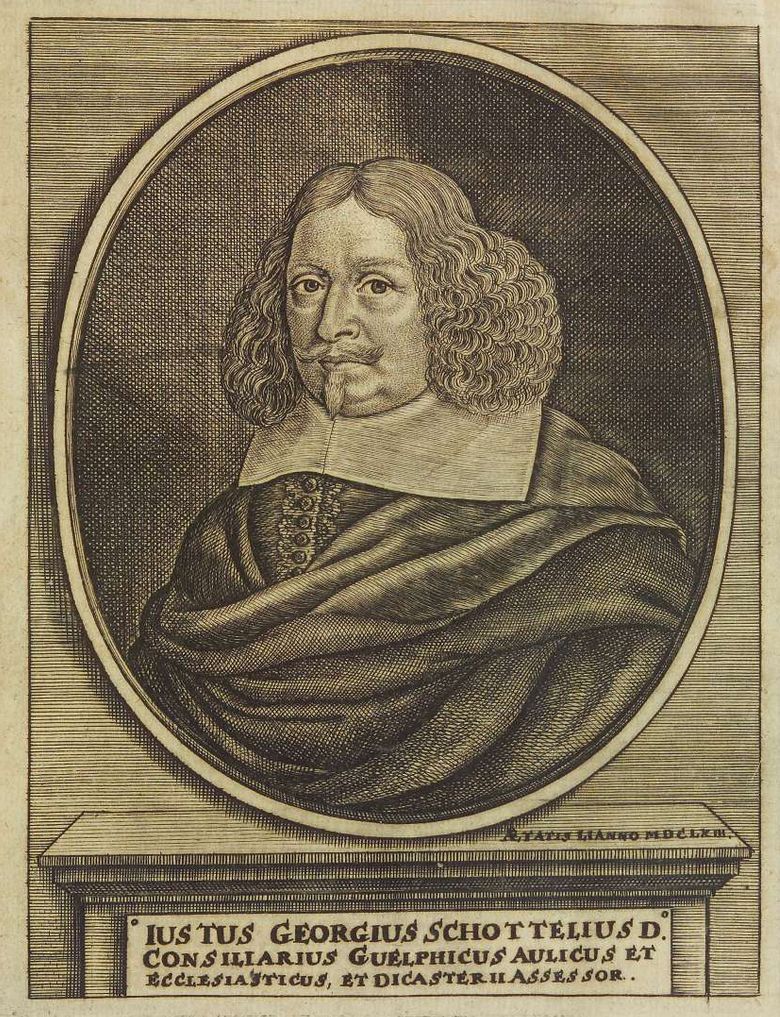
J.G. Schottelius (1612-1676)

Voor de Nederlandse taalkunde zijn Moonens ingrepen in de woordsoortenleer zeker zo belangrijk geweest als zijn keuzes in de spellingvoorschriften. Bij de woordsoortenleer en de syntaxis lag Moonens eigenlijke wetenschappelijke voorkeur. Zijn grote Duitse voorbeeld was de spraakkunst van J.G. Schottelius. Wat de woordsoorten betreft zien we dat voor het eerst het artikel (lidwoord) als zelfstandig woordsoort wordt beschreven. Bij de behandeling van de zelfstandige naamwoorden stelt Moonen voor eens en voor altijd vast dat de substantieven drie genera kennen: mannelijk, vrouwelijk en onzijdig. Alle andere systemen verdwijnen van de grammaticale tafel.
Het naamvallensysteem verschijnt in deze spraakkunst in volle glorie. Hadden enkele zeventiende-eeuwse grammatici getracht het aantal naamvallen te reduceren, Moonen herstelt het zes-naamvallensysteem “op den voet der Grieken en Latynen beschreeven”. Pagina’s vol paradigma’s verschijnen vervolgens, soms met niet één afwijkende vorm. Het zal tot 1947 duren voor de Nederlandse taal dit systeem van haar afschudt.

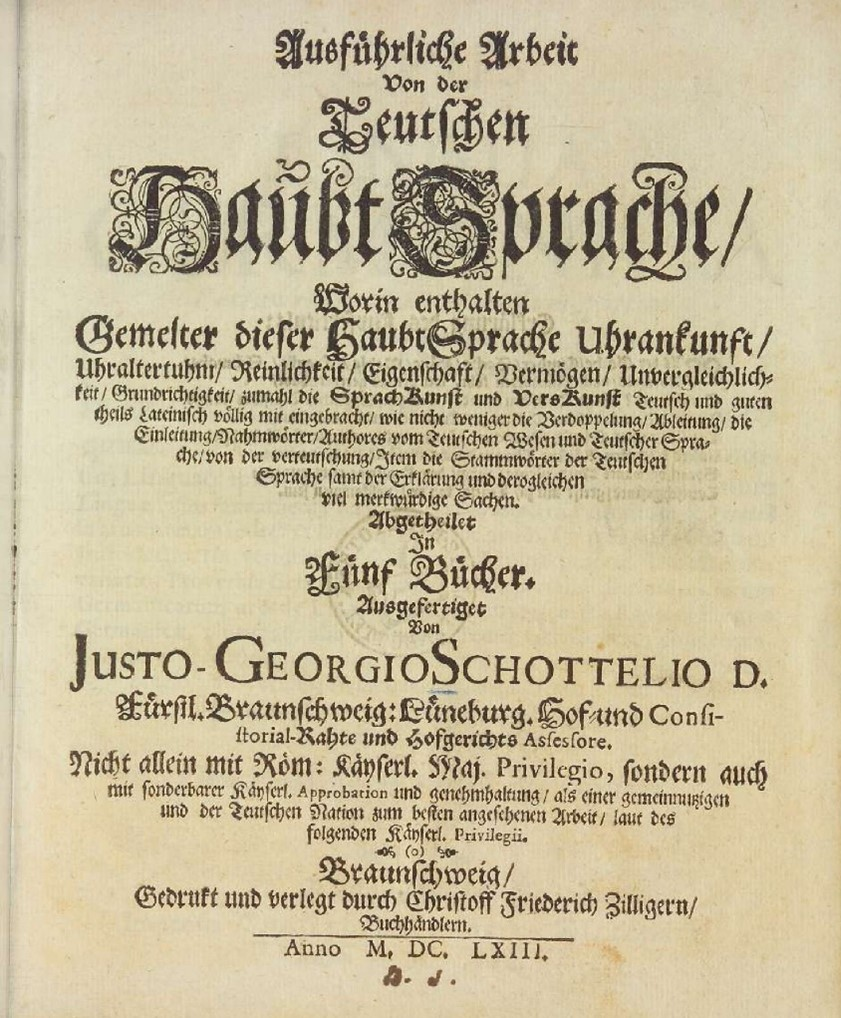
Ontdekking van de sterke en de zwakke werkwoorden

De behandeling van de werkwoorden is historisch gezien aandoenlijk. Met kennis van zaken inventariseert Moonen alle relevante gegevens omtrent de classificering van de werkwoorden. Hij is echter niet bekend met de diachrone taalbeschouwing (taalontwikkeling door de loop der tijd). Daarom bestudeert hij de taal uitsluitend als een synchroon verschijnsel (de taal van het hier en het nu). Dat belemmert hem om de juiste sleutel te vinden om de classificatie van onze werkwoorden te doorgronden. Kort na zijn dood zal Lambert ten Kate met zijn vondst eeuwige roem vergaren. Bij die ontdekking van de sterke en de zwakke werkwoorden kon Ten Kate dankbaar gebruik maken van het voorwerk dat Moonen in 1706 had gepresenteerd.

### Syntaxis

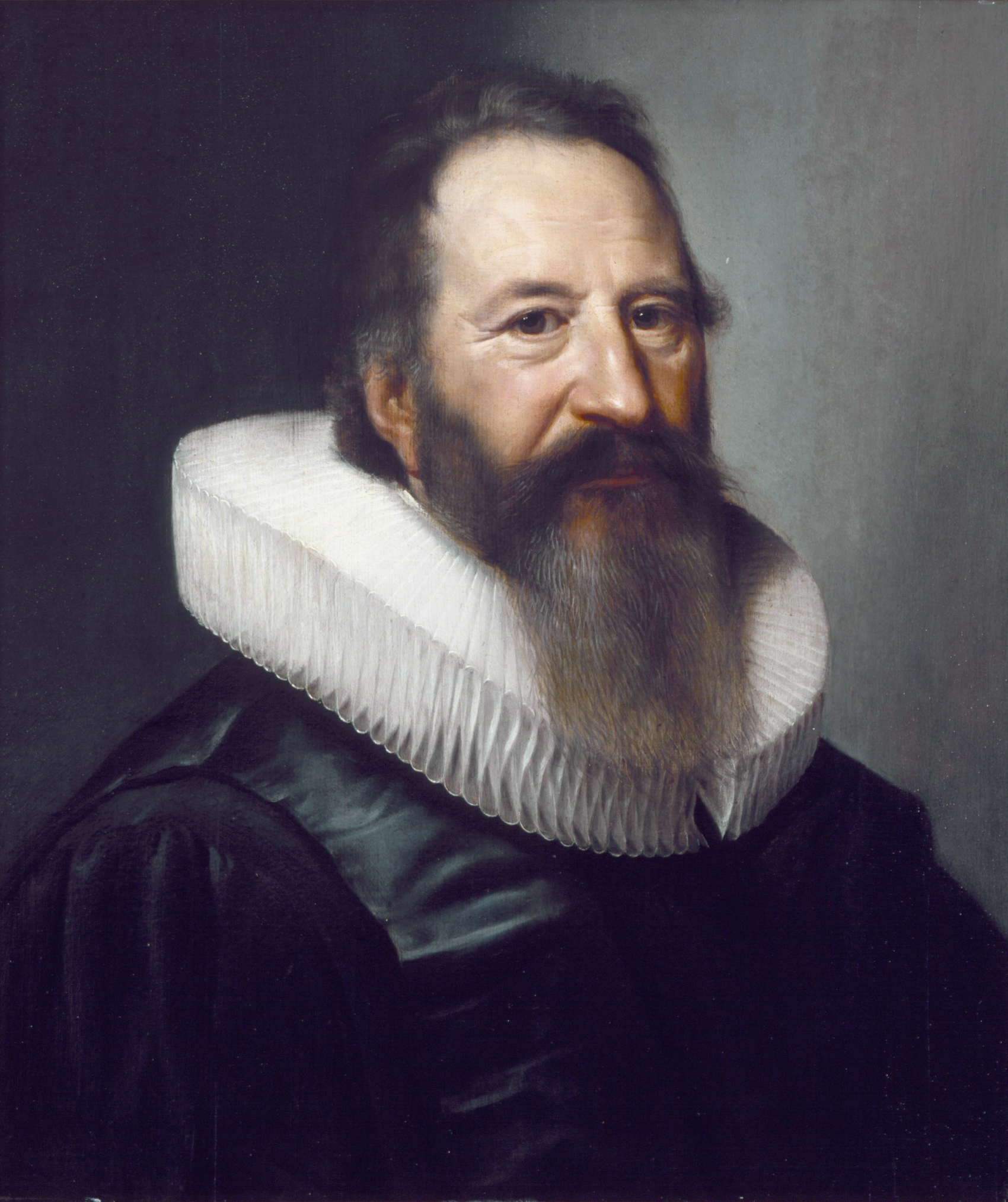
G.J. Vossius (1577-1649)

Het tweede onderdeel van de Nederduitsche Spraekkunst is de woortvoeging of syntaxis. Hoewel dit het meest oorspronkelijke gedeelte van Moonens boek is, blijkt het ook het meest gedateerde. Methodisch leunt deze syntaxis zwaar op de Aristarchus van Vossius uit 1695, een zeer uitvoerige Latijnse spraakkunst met als hoofdindeling het onderscheid concordia (overeenkomst) en rectio (beheersing). Het overgrote deel van de voorbeeldzinnen die zijn regels onderbouwen, zijn ontleend aan het werk van Vondel. Tevergeefs zoekt men in Moonens syntaxis naar begrippen als onderwerp of lijdend voorwerp. Tot diep in de achttiende eeuw zullen dergelijke begrippen gereserveerd blijven voor de traditionele triviumonderdelen retorica en logica. Pas rond 1800 duiken dergelijke begrippen op in de syntaxis en ontwikkelt de syntaxis zich van de leer van de woordgroep(ering) tot de zinsdelenleer. Maar de eerste honderd jaar zijn nog voor Moonens kloeke werk. In 1791 zal er nog een Néderduitsche spraakkonst verschijnen die Moonens concept voor de syntaxis overneemt.
Moonen noemt in het voorwoord van zijn grammatica, dat op 19 januari 1706 is gedateerd, zijn vrees voor negatieve kritiek op zijn werk, maar hij hoopt tevens dat zijn spraakkunst zichzelf kan verdedigen. Aanvankelijk wordt hij met roem overladen. François Halma eert hem meer dan eens en spreekt in 1717 van “die doorgeoefende Taalbouwer, die ons zyne hulpe heeft bygezet, als wiens naam, geleerdheit, en gedachtenisse nooit door den vergiftigden adem van eenen aterlingsen Bulwurm kan besmet, of onteert worden”. Toch blijft Moonen negatieve kritiek niet gespaard. Met name in de twintigste eeuw worden zijn keuzes onder vuur genomen. Moonens vrees bleek na 180 jaar forse kritiek toch onterecht: studie naar de structuur van de Nederduitsche Spraekkunst maakte inzichtelijk dat hier sprake is van de belangrijkste bijdrage aan de Nederlandse spraakkunst-ontwikkeling in de hele achttiende eeuw.

## Gebaseerd op
- Frans Schaars, De 'Nederduitsche Spraekkunst' (1706) van Arnold Moonen (1644-1711). Een bijdrage tot de geschiedenis van de Nederlandstalige spraakkunst. Wijhe 1988.